# Ecco fatto
Ecco fatto è un film del 1998 diretto da Gabriele Muccino, prima opera del regista.

## Trama
Matteo e Piterone sono amici da sempre e assieme cercano di passare per la terza volta gli esami di maturità, ma un giorno Matteo conosce Margherita, una bellissima ragazza slovacca: nasce l'amore che li porterà a vivere insieme, ma nasce anche un'ossessione dettata dall'insicurezza. A volte la gelosia tira brutti scherzi.

## Curiosità
- In una scena del film Come te nessuno mai film sempre diretto da Gabriele Muccino, appare Giorgio Pasotti, nel ruolo di Matteo, un amico di Alberto Ristuccia (Enrico Silvestrin).
- In televisione, sui canali RAI, sono vari gli orari delle versioni di questo film.